# Puente cubierto Clarkson-Legg
El puente cubierto Clarkson-Legg más conocido simplemente como puente cubierto Clarkson, es un puente cubierto de madera propiedad del condado que se extiende por Crooked Creek en el condado de Cullman, Alabama, Estados Unidos. Se encuentra sobre County Road 1043 (CR 1043) junto a la ruta federal 278 cerca de la comunidad de Bethel, a unas 8 millas (13 km) al oeste de Cullman.
Construido originalmente en 1904, el puente de 82 m (270 pies) (aunque algunas otras fuentes dicen que el puente tiene solo 250 pies de largo) es una construcción de celosía de cuatro vanos. El puente cubierto de Clarkson-Legg fue incluido en el Registro Nacional de Lugares Históricos el 25 de junio de 1974.  Actualmente es el segundo puente cubierto histórico más largo existente en Alabama y el tercero más largo en general en el estado después del puente cubierto Twin Creek de 334 pies (102 m) en Midway y el puente cubierto Swann de 324 pies (99 m) en Cleveland. El puente es mantenido por la Comisión del Condado de Cullman.

## Historia
El puente cubierto Clarkson-Legg se construyó sobre el arroyo Crooked en 1904 en una propiedad propiedad del cartero local James W. Legg a un costo de $1,500. Originalmente se llamó puente cubierto Legg en honor al propietario, quien vio la necesidad de mejorar el transporte en el área e incluso suministró gran parte de los materiales. Una inundación destruyó la mitad del puente en 1921. La mayoría de las piezas se recuperaron aguas abajo y el puente se pudo reconstruir el año siguiente, con la ayuda de un contratista a un costo de $ 1,500. El puente cubierto permaneció en servicio para el tráfico motorizado hasta 1962, cuando fue cambiado por un puente de hormigón cercano. Como parte del Proyecto Bicentenario Estadounidense, el puente cubierto Clarkson-Legg fue restaurado por la Comisión del Condado de Cullman en 1975, junto con un molino y una cabaña de troncos. Ahora se llevan a cabo varias actividades en el parque, incluido un evento anual del condado llamado Old-Fashioned Days.
El día de Navidad de 2015, muchos de los caminos y pasarelas dentro de Clarkson Covered Bridge Park resultaron dañados debido a las inundaciones causadas por las 8 pulgadas (20 cm) de lluvia cayeron en un período de 24 horas. El puente cubierto en sí estaba ileso. Aunque la inundación no fue tan significativa como la que ocurrió en 1921, requirió que el parque estuviera cerrado al público mientras se realizaban las reparaciones. El parque reabrió sus puertas el 13 de enero de 2016.

## Durante la guerra de secesión
Durante la guerra de secesión, las escaramuzas en Crooked Creek y Hog Mountain ocurrieron el 30 de abril de 1863, en las cercanías de donde actualmente se encuentra el puente. Fue parte de una serie de enfrentamientos que tuvieron lugar en todo el condado de Cullman ese día cuando una banda de hombres liderada por el coronel del ejército de la unión Abel Streight estaba siendo perseguida por fuerzas dirigidas por el general del ejército confederado Nathan Bedford Forrest. Esto se debió al resultado de un intento fallido (más tarde conocido como Incursión de Streight) por parte del grupo del coronel Streight para cortar el ferrocarril occidental y atlántico, en el centro de Tennessee, que abastecía a las fuerzas del ejército confederado comandadas por el general Braxton Bragg.

## Otras lecturas
- «01-22-01». Round Barns & Covered Bridges. Dale J. Travis. Consultado el 9 de marzo de 2014.